# Biblioteca Celso Furtado
A Biblioteca Celso Furtado (Rio de Janeiro) funcionou entre 2009 e 2019 na sede do Centro Internacional Celso Furtado de Políticas para o Desenvolvimento, reuniu o acervo formado pelo economista Celso Furtado ao longo de sua vida no Brasil e no exterior. Possuía uma coleção de mais de onze mil volumes sobre história, literatura, filosofia, ciências sociais, cultura, e, principalmente, sobre o desenvolvimento econômico, com foco no Brasil e na América Latina.

## Histórico
O acervo pessoal de Celso Furtado congrega a produção intelectual de seu títulos, em português e em uma dúzia de idiomas, artigos em revistas acadêmicas do mundo todo, desde os anos 1940, relatórios, folhetos, obras de referência em ciências sociais e teses orientadas por Celso Furtado.
Em junho de 2004, na 11ª Conferência das Nações Unidas para o Comércio e Desenvolvimento (Unctad), o então presidente Luiz Inácio Lula da Silva propôs a criação de um centro de pesquisa em desenvolvimento econômico com o nome de Furtado, em sua homenagem. Em suas palavras, um “centro irradiador de projetos e políticas inovadoras no combate à fome, à pobreza e aos gargalos do desenvolvimento”
Celso Furtado faleceu em 20 de novembro de 2004. Na sequência, as tratativas de formulação do Centro Celso Furtado levaram à sua fundação em novembro de 2005, reunindo a comunidade acadêmica nacional e internacional.
Em 2006, sua viúva e presidente cultural do Centro Celso Furtado, Rosa Freire d'Aguiar, deu início à organização do acervo bibliográfico de Celso Furtado, com a transferência para o Centro dos livros que se encontravam em seus apartamentos no Rio de Janeiro e em Paris, para serem tratados e catalogados.
O processamento técnico da Biblioteca, iniciado em 2007, ficou a cargo das bibliotecárias Maria Luiza Villela de Andrade, Vera Lucia Medina Coeli e Aline Balué.
A reunião das coleções, foi inaugurada e aberta ao público em setembro de , ficando a sua frente, até 2019, a bibliotecária Aline Balué.
Merecem destaque as coleções de revistas acadêmicas ligadas às ciências sociais, como El Trimestre Económico, Econômica Brasileira (criada por Celso Furtado nos anos 50), Desarrollo Económico, Revista de Economia Política, Revista de la CEPAL; os clássicos dos grandes economistas do século XX;  as teses dirigidas por Celso Furtado nos vinte anos em que lecionou no exterior; obras de referência como a famosa Encyclopedia of the Social Sciences, com dez mil páginas escritas por 1500 autores (edição de 1944).
Em 2019, Rosa Freire d'Aguiar doou o acervo, assim como a documentação pessoal de Celso Furtado, para um destino definitivo no Instituto de Estudos Brasileiros da Universidade de São Paulo.